# Tamidou (Zorgho)
Pour les articles homonymes, voir Tamidou.
Tamidou est une commune rurale située dans le département de Zorgho de la province du Ganzourgou dans la région Plateau-Central au Burkina Faso.

## Géographie
Tamidou est situé à environ 5 km au sud-est du centre de Zorgho, le chef-lieu du département et de la province. La localité se trouve à un kilomètre au sud de la route nationale 4 reliant Ouagadougou à la frontière nigérienne.

## Santé et éducation
Les centres de soins les plus proches de Tamidou sont le centre de santé et de promotion sociale (CSPS) et le centre médical avec antenne chirurgicale (CMA) de Zorgho.